# Rhombophryne
Rhombophryne is een geslacht van kikkers uit de familie smalbekkikkers (Microhylidae). De groep werd voor het eerst wetenschappelijk beschreven door Oskar Boettger in 1880.
Er zijn zestien soorten, inclusief de soorten Rhombophryne botabota en Rhombophryne savaka, die pas in 2016 voor het eerst wetenschappelijk zijn beschreven. Sommige soorten, zoals Rhombophryne guentherpetersi, behoorden eerder tot het geslacht Plethodontohyla. De soorten die tot het geslacht Stumpffia behoren worden wel tot dit geslacht gerekend. 
Alle soorten komen voor in Afrika en zijn endemisch op het eiland Madagaskar.

## Taxonomie
Geslacht Rhombophryne
- Soort Rhombophryne alluaudi
- Soort Rhombophryne botabota
- Soort Rhombophryne coronata
- Soort Rhombophryne coudreaui
- Soort Rhombophryne guentherpetersi
- Soort Rhombophryne laevipes
- Soort Rhombophryne longicrus
- Soort Rhombophryne mangabensis
- Soort Rhombophryne matavy
- Soort Rhombophryne minuta
- Soort Rhombophryne ornata
- Soort Rhombophryne savaka
- Soort Rhombophryne serratopalpebrosa
- Soort Rhombophryne tany
- Soort Rhombophryne testudo
- Soort Rhombophryne vaventy

Anilany · 
Anodonthyla · 
Cophyla · 
Madecassophryne · 
Plethodontohyla · 
Rhombophryne · 
Stumpffia